# Gyinara Mihajlovna Szafina
Gyinara Mihajlovna Szafina (oroszul: Динара Михайловна Сафина; Moszkva, 1986. április 27. –) egykori világelső, olimpiai ezüstérmes tatár származású orosz hivatásos teniszezőnő.
Legjobb teljesítményét Grand Slam-tornákon a 2008-as Roland Garroson nyújtotta, ahol egy fantasztikus meneteléssel a döntőig jutott, a korábbi fordulókban kétszer is meccslabdáról fordítva meg meccseit a világelső Marija Sarapova és Jelena Gyementyjeva ellen. 2009-ben döntőt játszott az Australian Openen is.A 2009-es Roland Garros nagy esélyese volt, a döntőig nem tudták megállítani, mégis elveszítette azt honfitársa, Szvetlana Kuznyecova ellen.
Pályafutása során 12 egyéni és 8 páros WTA tornát nyert meg máig. Bátyja az egykori világelső teniszező, Marat Szafin. 2007-ben megnyerte a US Open női páros versenyét Nathalie Dechy-vel. 2005-ben Fed-kupa győzelemhez segítette Oroszországot. A pekingi olimpián ezüstérmet szerzett egyéniben.
2008-ban több versenyen is ő volt Szávay Ágnes páros partnere.

## Grand Slam-döntői

### Egyéni

#### Elvesztett döntői (3)
| Év   | Helyszín        | Ellenfél a döntőben  | Eredmény a döntőben |
| 2008 | Roland Garros   | Ana Ivanovic         | 6–4, 6–3            |
| 2009 | Australian Open | Serena Williams      | 6–0, 6–3            |
| 2009 | Roland Garros   | Szvetlana Kuznyecova | 6–4, 6–2            |

### Női páros

#### Győzelmei (1)
| Év   | Helyszín | Partner        | Ellenfél a döntőben              | Eredmény a döntőben |
| 2007 | US Open  | Nathalie Dechy | Csan Jung-zsan Csuang Csia-zsung | 6–4, 6–2            |

#### Elvesztett döntői (1)
| Év   | Helyszín | Partner            | Ellenfél a döntőben            | Eredmény a döntőben |
| 2006 | US Open  | Katarina Srebotnik | Nathalie Dechy Vera Zvonarjova | 7-6(5), 7–5         |

## Tornagyőzelmei (17)

### Egyéni (9)
| Összesítés           |                        |
| Grand Slam-torna (0) |                        |
| Tier I (3)           | Premier Mandatory* (0) |
| Tier II (2)          | Premier Five* (0)      |
| Tier III (2)         | Premier* (0)           |
| Tier IV (2)          | International* (0)     |
| Tier V (0)           | Challenger* (0)        |

* 2009-től megváltozott a tornák rendszere. Challenger tornákat 2012-től rendeznek.
 Az egymás mellett azonos színnel jelölt tornatípusok között nincs teljes mértékű megfelelés.
| Borítás szerint |
| Kemény (4)      |
| Salak (4)       |
| Fű (0)          |
| Szőnyeg (1)     |

| No. | Dátum                | Helyszín                               | Borítás     | Ellenfél a döntőben  | Eredmény a döntőben |
| 1.  | 2002. július 27.     | Sopot, Lengyelország                   | Salak       | Nagy Henrieta        | 6–3 4–0 feladta     |
| 2.  | 2003. július 13.     | Palermo, Olaszország                   | Salak       | Katarina Srebotnik   | 6–3 6–4             |
| 3.  | 2005. február 13.    | Párizs, Franciaország                  | Szőnyeg (f) | Amélie Mauresmo      | 6–4 2–6 6–3         |
| 4.  | 2005. május 15.      | Prága, Csehország                      | Salak       | Zuzana Ondrášková    | 7–6(2) 6–3          |
| 5.  | 2007. január 6.      | Gold Coast, Ausztrália                 | Kemény      | Martina Hingis       | 6–3 3–6 7–5         |
| 6.  | 2008. május 12.      | Berlin, Németország                    | Salak       | Jelena Gyementyjeva  | 3-6, 6-2, 6-2       |
| 7.  | 2008. július 27.     | Los Angeles, Amerikai Egyesült Államok | Kemény      | Flavia Pennetta      | 6-4, 6-2            |
| 8.  | 2008. augusztus 4.   | Montréal, Kanada                       | Kemény      | Dominika Cibulkova   | 6-1, 6-2            |
| 9.  | 2008. szeptember 16. | Tokió, Japán                           | Kemény      | Szvetlana Kuznyecova | 6-1, 6-3            |

### Páros (8)
| No. | Dátum                | Helyszín                                     | Borítás     | Partner                 | Ellenfél a döntőben                         | Eredmény a döntőben |
| 1.  | 2004. szeptember 26. | Peking, Kína                                 | Kemény      | Emmanuelle Gagliardi    | Gisela Dulko / Maria Vento-Kabchi           | 6–4, 6–4            |
| 2.  | 2005. június 18.     | ’s-Hertogenbosch, Hollandia                  | Fű          | Anabel Medina Garrigues | Iveta Benešová / Nuria Llagostera Vives     | 6–4, 2–6, 7–611     |
| 3.  | 2006. január 7.      | Gold Coast, Ausztrália                       | Kemény      | Meghann Shaughnessy     | Cara Black / Rennae Stubbs                  | 6–2, 6–3            |
| 4.  | 2006. február 19.    | Antwerpen, Belgium                           | Szőnyeg (f) | Katarina Srebotnik      | Stéphanie Foretz Gacon / Michaëlla Krajicek | 6–1, 6–1            |
| 5.  | 2007. január 6.      | Gold Coast, Ausztrália                       | Kemény      | Katarina Srebotnik      | Iveta Benešová / Galina Voszkobojeva        | 6–3, 6–4            |
| 6.  | 2007. szeptember 9.  | US Open, New York, Amerikai Egyesült Államok | Kemény      | Nathalie Dechy          | Csan Jung-zsan / Csuang Csia-zsung          | 6–4, 6–2            |
| 7.  | 2008. január 5.      | Gold Coast, Ausztrália                       | Kemény      | Szávay Ágnes            | Jen Ce / Cseng Csie                         | 6–1, 6–2            |
| 8.  | 2008. március 22.    | Indian Wells, Amerikai Egyesült Államok      | Kemény      | Jelena Vesznyina        | Jen Ce / Cseng Csie                         | 6–1, 1–6, [10]-[8]  |

## Eredményei Grand Slam-tornákon

### Egyéniben
| Grand Slam | Australian Open | Australian Open    | Roland Garros | Roland Garros         | Wimbledon | Wimbledon              | US Open   | US Open             |
| Év         | Eredmény        | Utolsó ellenfél    | Eredmény      | Utolsó ellenfél       | Eredmény  | Utolsó ellenfél        | Eredmény  | Utolsó ellenfél     |
| 2002       | –               | –                  | –             | –                     | 3. kör    | Zuzana Ondrášková      | 2. kör    | Serena Williams     |
| 2003       | 1. kör          | Katarina Srebotnik | 1. kör        | Anasztaszija Miszkina | 1. kör    | Alicia Molik           | 4. kör    | Justine Henin       |
| 2004       | 3. kör          | Kim Clijsters      | 2. kör        | Marissa Irvin         | 1. kör    | Arantxa Parra Santonja | 1. kör    | Jelena Gyementyjeva |
| 2005       | 2. kör          | Amélie Mauresmo    | 1. kör        | Virginie Razzano      | 3. kör    | Lindsay Davenport      | 1. kör    | Maria Elena Camerin |
| 2006       | 2. kör          | Sofia Arvidsson    | 1/4 döntő     | Szvetlana Kuznyecova  | 3. kör    | Ana Ivanović           | 1/4 döntő | Amélie Mauresmo     |
| 2007       | 3. kör          | Li Na              | 4. kör        | Serena Williams       | 2. kör    | Morigami Akiko         | 4. kör    | Justine Henin       |
| 2008       | 1. kör          | Sabine Lisicki     | Döntő         | Ana Ivanović          | 4. kör    | Sahar Peér             | Elődöntő  | Serena Williams     |
| 2009       | Döntő           | Serena Williams    |               |                       |           |                        |           |                     |

### Párosban
| Grand Slam | Australian Open                   | Australian Open                                | Roland Garros                 | Roland Garros                         | Wimbledon                     | Wimbledon                       | US Open                       | US Open                             |
| Év         | Eredmény Partner                  | Utolsó ellenfél                                | Eredmény Partner              | Utolsó ellenfél                       | Eredmény Partner              | Utolsó ellenfél                 | Eredmény Partner              | Utolsó ellenfél                     |
| 2003       | –                                 | –                                              | 1. kör Fudzsivara Rika        | Nathalie Dechy Émilie Loit            | –                             | –                               | –                             | –                                   |
| 2004       | 1/4 döntő Janette Husarova        | Liezel Huber Szugijama Ai                      | 2.kör Daniela Hantuchová      | Jill Craybas Marlene Weingartner      | –                             | –                               | 1.kör Daniela Hantuchová      | Virginia Ruano Pascual Paola Suárez |
| 2005       | 1/4 döntő Anabel Medina Garrigues | Lindsay Davenport Corina Morariu               | 2.kör Anabel Medina Garrigues | Ting Li Szun Tien-tien                | 3.kör Anabel Medina Garrigues | Daniela Hantuchová Szugijama Ai | 1.kör Anabel Medina Garrigues | Jen Ce Cseng Csie                   |
| 2006       | 2.kör Anasztaszija Miszkina       | Stéphanie Foretz Gacon Antonella Serra Zanetti | 3.kör Roberta Vinci           | Lisa Raymond Samantha Stosur          | –                             | –                               | Döntő Katarina Srebotnik      | Nathalie Dechy Vera Zvonarjova      |
| 2007       | 3.kör Katarina Srebotnik          | Csan Jung-zsan Csuang Csia-zsung               | 3. kör Sahar Peér             | Katarina Srebotnik Szugijama Ai       | 1.kör Roberta Vinci           | Eléni Danjilídu Jasmin Wöhr     | Győzelem Nathalie Dechy       | Csan Jung-zsan Csuang Csia-zsung    |
| 2008       | 1.kör Nathalie Dechy              | Jelena Janković Bethanie Mattek                | 3.kör Szávay Ágnes            | Aljona Bondarenko Katerina Bondarenko | 3. kör Szávay Ágnes           | Viktorija Azarenka Sahar Peér   | –                             | –                                   |